# Mistrzostwa Afryki U-20 w Piłce Ręcznej Mężczyzn 1982
Mistrzostwa Afryki U-20 w Piłce Ręcznej Mężczyzn 1982 – drugie mistrzostwa Afryki U-20 w piłce ręcznej mężczyzn, oficjalny międzynarodowy turniej piłki ręcznej o randze mistrzostw kontynentu organizowany przez CAHB mający na celu wyłonienie najlepszej złożonej z zawodników do lat dwudziestu męskiej reprezentacji narodowej w Afryce. Odbył się wraz z mistrzostwami U-19 kobiet w 1982 roku w Kotonu. Mistrzostwa były jednocześnie eliminacjami do MŚ 1983.

## Klasyfikacja końcowa
| Miejsce | Reprezentacja | Uwagi          |
| ------- | ------------- | -------------- |
| złoto   | Egipt U-20    | awans: MŚ 1983 |
| srebro  | Algieria U-20 | –              |